# Wakashio (Schiff, 2007)
Die Wakashio (japanisch わかしお, „junge Flut“) war ein 2007 vom Stapel gelaufener 299,5 Meter langer und 50 Meter breiter Capesize-Massengutfrachter des Werftbautyps G203BC. Das Schiff lief im Juli 2020 vor Mauritius auf Grund und zerbrach in der Folge, woraufhin mehr als 1000 Tonnen Treibstoff austraten und eine Ölverschmutzung mit weit reichenden Folgen verursachte. Die Havarie war der erste Ölschadensfall, bei dem größere Mengen schwefelarmen Schweröls austraten.

## Geschichte
Das Schiff wurde unter der Baunummer 046 auf der Werft Universal Shipbuilding Corporation in Tsu, Japan, gebaut. Die Kiellegung fand am 23. September 2004, der Stapellauf am 9. März 2007 statt. Die Fertigstellung des Schiffes erfolgte am 30. Mai 2007.
Das unter der Flagge Panamas betriebene Schiff gehört der Okiyo Maritime Corporation. Es wurde anfangs vom japanischen Unternehmen World Marine Company bereedert, im Februar 2011 übernahm die ebenfalls japanische Reederei Nagashiki Shipping die Bereederung des Schiffs. Das Schiff fuhr zuletzt in Zeitcharter der Mitsui O.S.K. Lines.

## Technische Daten
Das Schiff wurde von einem Zweitakt-Sechszylinder-Dieselmotor mit 16.860 kW Leistung angetrieben. Der Motor des Herstellers Mitsui Engineering & Shipbuilding Co. wirkte auf einen Propeller. Für die Stromerzeugung an Bord standen vier Dieselgeneratorsätze mit 2275 kVA Scheinleistung zur Verfügung.
Das Schiff verfügte über neun Laderäume, die mit zur Seite öffnenden Lukendeckeln verschlossen wurden. Die Laderaumkapazität betrug 217.968 m³, die Tragfähigkeit des Schiffes 203.130 tdw.

## Havarie und Ölkatastrophe

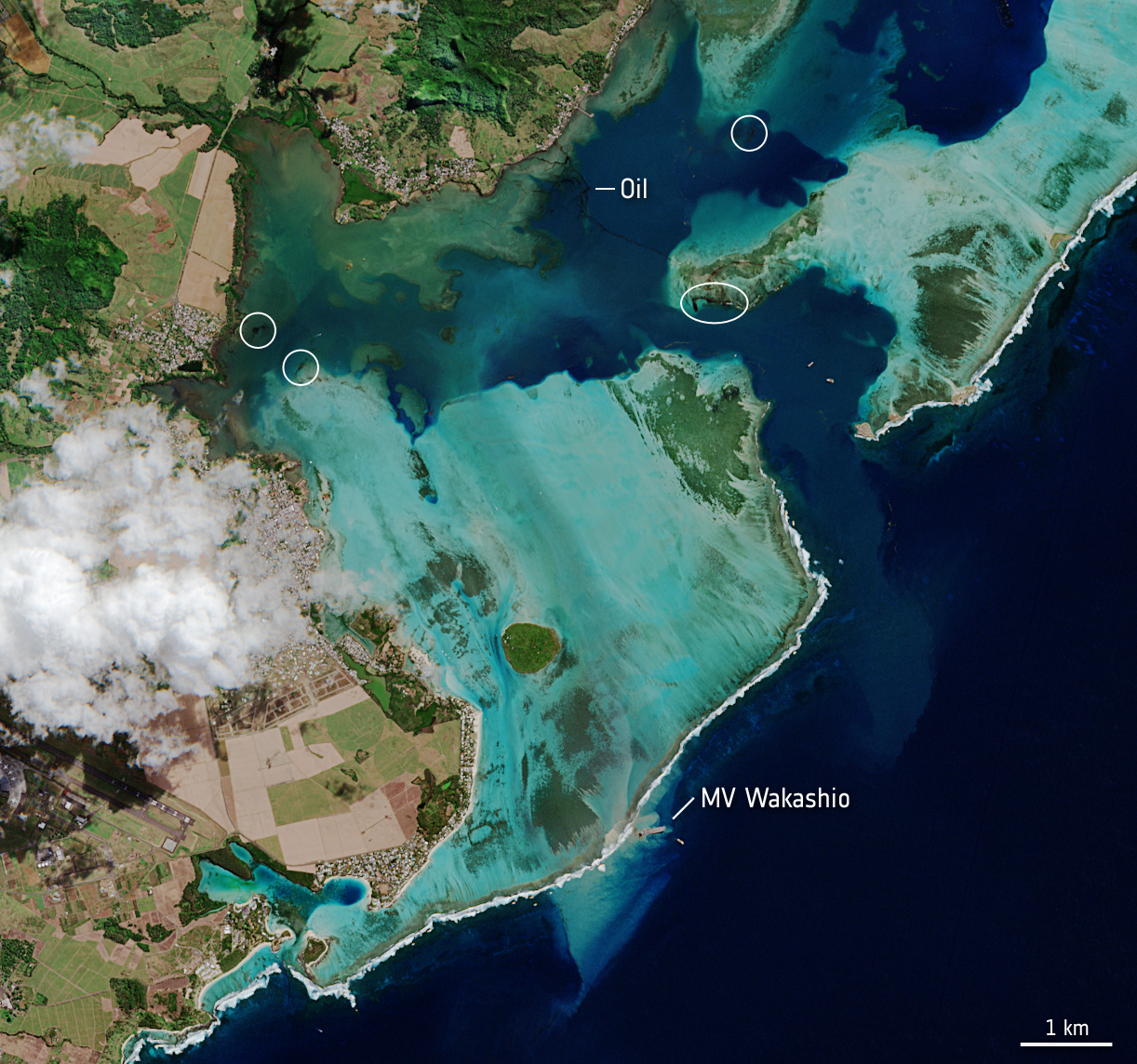
Satellitenbild der havarierten Wakashio vor Mauritius

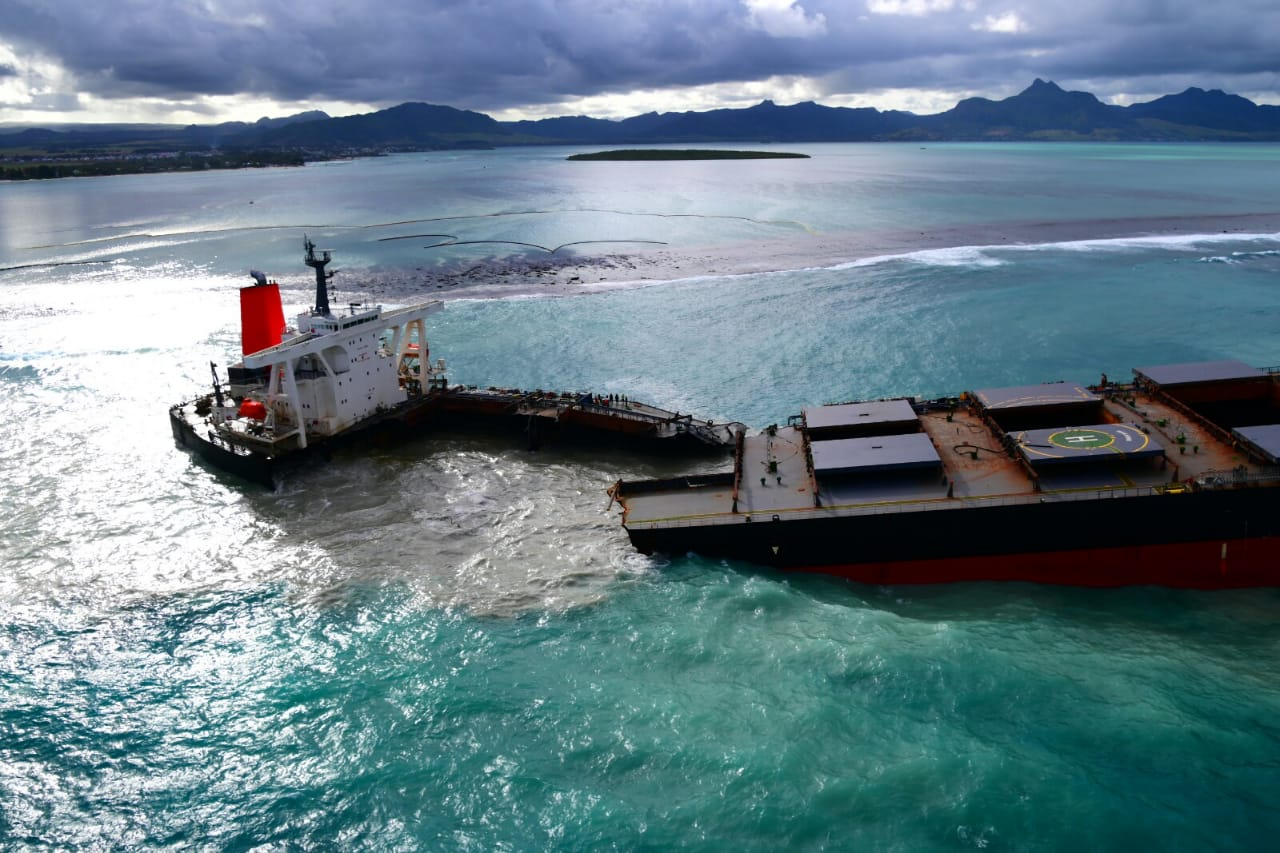
Die zerbrochene Wakashio

Am 25. Juli 2020 lief das Schiff auf einer Ballastreise von Singapur nach Brasilien vor der Ostküste der Insel Mauritius nahe dem Strand von Mahébourg auf ein Korallenriff auf. An Bord befanden sich 20 Seeleute aus Indien, Sri Lanka und den Philippinen, die nach dem Aufgrundlaufen des Schiffes von Bord geholt wurden. Ermittlungen der Behörden ergaben Hinweise darauf, dass zum Zeitpunkt des Unfalls der Autopilot aktiviert war und der Geburtstag eines Besatzungsmitglieds gefeiert wurde. Der Kapitän gab an,  alkoholisiert gewesen zu sein und deswegen nicht bemerkt zu haben, dass sich das Schiff so nahe am Festland befand. Kurz vorher war noch die Route geändert worden, um näher an der Insel vorbeizufahren – nach Aussagen der Seeleute, um Kontakt zu einem Handy-Netz herzustellen. Der Betreiber, die japanische Reederei Nagashiki Shipping Co., entschuldigte sich für das Unglück.
In den Treibstofftanks befanden sich etwa 3894 Tonnen schwefelarmes Schweröl, 207 Tonnen Marinedieselöl und 90 Tonnen Schmieröl. Versuche, das Schiff zu bergen, blieben erfolglos. Ein Treibstofftank schlug aufgrund des Wellengangs auch infolge von Schlechtwetter nach etwa zwölf Tagen leck. Mehr als 1000 Tonnen Treibstoff traten aus und verursachten eine Ölverschmutzung auf See und in den umliegenden Riff- und Küstengebieten. Das aus der Wakashio austretende Öl bildete einen Ölteppich, dessen Ausbreitung und Wanderung mittels Satelliten beobachtet wurde. Das austretende Öl vertrieb infolge des Einflusses von Wind, Tiden, Stokes'scher Drift sowie Meeresströmungen vorwiegend in nordwestliche Richtung und breitete sich bis zum 10. August auf eine größte Fläche von 24,44 Quadratkilometern und eine Länge von 28 Kilometern an der südöstlichen Küste von Mauritius aus. Bis zum 16. August hatte sich die Größe des Ölteppichs auf eine Größe von 5,1 Quadratkilometer verringert und behielt diese Größe bis zum 22. August in etwa bei. Danach verringerte sich die Ausbreitung des Öls und verschwand bis zum 15. September nahezu komplett. Zur Eindämmung des austretenden Öls wurden Sperren ausgelegt, doch konnte es nicht vollständig unter Kontrolle gebracht werden. Grund hierfür ist auch die unzureichende Ausrüstung Mauritius’, für das dies der erste derartige Vorfall ist.
Am 12. August gelang es, verbliebenen Treibstoff aus den Tanks abzupumpen. Allerdings befanden sich immer noch etwa 100 Tonnen Öl an Bord, die nicht in Tanks lagerten und am 15. August 2020 zerbrach das Schiff in zwei Teile. Am 18. August wurden der Kapitän und der Nautische Offizier des Schiffs festgenommen und am 19. August wurde damit begonnen, den vorderen Teil des Schiffs wegzuschleppen. Es wurde am 21. August circa acht Seemeilen (14,8 km) vom Riff entfernt versenkt. Die Angaben zur Wassertiefe unterscheiden sich in den Quellen teilweise erheblich. Auf eine Verwertung des 5000 bis 15.000 t schweren Schiffsfragments als Stahlschrott – vor Ort oder nach dem Abschleppen – wurde verzichtet. Die Umweltschutzorganisation Greenpeace bezeichnete dies als die schlimmste aller zur Verfügung stehenden Möglichkeiten, insbesondere wegen der zu erwartenden Schwermetallbelastung der umliegenden Schutzgebiete und Fischereigründe bis nach Réunion. Es liegt außerdem in einem Gebiet, in dem viele Wale gerade in dieser Jahreszeit ihre Kälber säugen, darunter Buckelwale, Pottwale, Blauwale und andere Arten.
Am 31. August kollidierte der Schlepper Sir Gaëtan Duval der Hafenverwaltung von Mauritius bei den Bergungsarbeiten mit einem Kahn und sank. Drei Besatzungsmitglieder kamen ums Leben, der Kapitän wurde vermisst (Stand: September 2020).
Im Februar 2021 wurde mithilfe der Hong Bang 6 mit dem Rückbau des noch auf dem Riff liegenden, etwa 8000 Tonnen schweren Heckteils begonnen. Der Rückbau wurde im Januar 2022 abgeschlossen.
Der Kapitän und der Erste Offizier des Schiffes wurden im Dezember 2021 zu jeweils 20 Monaten Haft verurteilt. Die etwa 16-monatige Untersuchungshaft wurde auf die Haftstrafe angerechnet. Beiden Seeleuten wurde die Reststrafe von etwa vier Monaten erlassen.